# جولدن صن (دارك داون)
جولدن صن دارك داون (بالإنجليزية: Golden Sun: Dark Dawn)‏، (باليابانية: ヘボン式ローマ字) هي الإصدار الثالث في سلسلة من ألعاب الفيديو الخيالية التي تقوم بتأدية الأدوار التي طورتها شركة كاميلوت لتخطيط البرمجيات بدأت التكهنات بإدخال ثالث في الامتياز بعد فترة وجيزة من إصدار سابقه، جولدن صن: العصر الضائع، في عام 2002  وبلغت ذروتها في لعبة خدعة منتشرة على نطاق واسع تم الكشف عنها في تجمع قبل (E3 2007). تم الإعلان عن اللعبة لأول مرة باسم «جولدن صن دي إس» في (E3 2009)  بينما تم الكشف عن الاسم ونافذة الإصدار لاحقًا في عرض نينتندو (E3 2010). تم إصدار دارك داون  في أواخر عام 2010 لوحدة التحكم المحمولة (نينتندو دي إس)، وكانت اللعبة الخامسة الأكثر مبيعًا خلال نافذة إصدارها في اليابان.
تدور أحداث دارك داون بعد ثلاثين عامًا من أحداث أول مباراتين وتتبع مسار أحفاد أبطال الألعاب السابقة. يتحكم اللاعبون في الشخصيات أثناء سفرهم عبر عالم (ويارد) الخيالي تستخدم اللعبة عناصر اللعب التي ابتكرها أسلافها، وبشكل أساسي استخدام السحر (المسمى «سينرجي») لهزيمة الأعداء واكتشاف مواقع جديدة، ومساعدة السكان المحليين والعثور على عنصر جن الذي يمكن أن يزيد من قدرات اللاعب.
استقبل النقاد اللعبة بشكل عام، حيث حصلت على تصنيف 79٪ على موقع تجميع التعليقات ميتاكريتيك، على الرغم من أن نتيجتها كانت أقل من سابقيها. تم الإشادة بـ دارك داون لنجاحها في نقل الرسومات ثنائية الأبعاد لأسلافها إلى ثري دي  من أجل (نينتندو دي إس) ولكونها سهلة نسبيًا للقادمين الجدد إلى الامتياز للعب. ومع ذلك، لاحظ النقاد أن بعض أوجه القصور في الألعاب السابقة، مثل الحوار المفرط داخل اللعبة، كانت موجودة أيضًا في هذه الدفعة، وأن ميزات سلسلة (جولدن صن) التي كانت منعشة عند إصدار الألعاب الأصلية تبدو الآن قديمة. .

## أسلوب اللعب
تستخدم دارك داون مثل سابقاتها، صيغة لعب الأدوار التقليدية لألعاب الفيديو. يوجه اللاعبون الشخصيات من خلال عالم خيالي حيث يتفاعلون مع شخصيات أخرى، ويقاتلون الوحوش، ويكتسبون قوة متزايدة من (سينرجي) ومعدات ويشاركون في سرد محدد مسبقًا على عكس الألعاب السابقة، يتعذر الوصول إلى بعض المواقع بعد نقاط معينة،  على الرغم من إمكانية الوصول إلى مواقع جديدة بعد حصول اللاعبين على سفينة. الميزة الجديدة هي إضافة نظام موسوعة يشرح ويتتبع عناصر اللعب الجديدة والعائدة للاعبين.
يتم قضاء الكثير من الوقت خارج المعركة إما في العالم الخارجي للعبة أو داخل الأبراج المحصنة والكهوف والأماكن الأخرى مع دمج الألغاز في تخطيطها. لإكمال الألغاز، يجب على اللاعبين الاستفادة من البيئة المحيطة بهم لإكمال هدف معين. تدور العديد من الألغاز حول الشكل المقيم للعبة من التعاويذ السحرية، (سينرجي) والتي تتطلب من اللاعب الاستفادة من تعاويذ (سينرجي) المختلفة للتغلب على العقبات. يكتسب اللاعب المزيد من تعويذات (سينرجي) مع تقدم اللعبة، إما من خلال التسوية أو الحصول على عناصر خاصة ومع كل تعويذة (سينرجي) جديدة، قد يتمكن الحزب من الوصول إلى المزيد من المواقع والأسرار المخبأة داخل عالم اللعبة تسمح أجهزة نينتندو دي أس للاعبين باستخدام (سينرجي) للتعامل مع محيطهم بطرق لم تكن ممكنة في الأقساط السابقة.
يحتوي دارك داون على لقاءات عشوائية مع الوحوش ومعارك إلزامية تقدم القصة. تدور المعارك على الشاشة السفلية، حيث يتم عرض الطرف العدو وحزب اللاعب على الجانبين المتعارضين. في المعركة، يُطلب من اللاعب هزيمة الأعداء من خلال الهجمات المباشرة بالأسلحة  ونوبات (سينرجي) الهجومية، وغيرها من وسائل التسبب في الضرر، كل ذلك مع إبقاء مقاتله على قيد الحياة من خلال العناصر و (سينرجي) الداعمة التي تشفي وترفع الإحصائيات الدفاعية. على عكس أول لعبتي جولدن صن، تتميز دارك داون بنظام استهداف ذكي أكثر ذكاءً يسمح لأحد اثنين من أعضاء الفريق الذين يستهدفون نفس العدو في البداية باستهداف عدو عشوائي غير مهزوم بذكاء بمجرد هزيمة العدو الأولي من قبل عضو آخر.
يعد نظام جن من أكثر الميزات تميزًا في سلسلة جولدن صن، حيث يقوم اللاعب بجمع كائنات عنصرية تسمى الجن والتعامل معها.  في دارك داون تم تقديم مجموعة جديدة من لعبة الجن التي يمكن العثور عليها منتشرة في جميع أنحاء اللعبة. يشكل الجن أساس نظام تحسين الحالة في اللعبة، أما الجن الذي «تم تعيينه» على شخصية معينة فيملي قدرات هذه الشخصية في (سينرجي). يؤدي تخصيص الجن بين الشخصيات المختلفة إلى تعديل فئات الشخصيات وتغيير نقاط الإصابة ونقاط (سينرجي) والإحصائيات العامة وتغيير (سينرجي) المتاح لكل شخصية. هناك 72 لعبة يمكن الحصول عليها من لعبة (جن)، والتي تسمح بمجموعة كبيرة من إعدادات الفصل الممكنة لجميع الشخصيات الثمانية القابلة للعب وتدعم مجموعة متنوعة من خيارات القتال.

## ملخص

### الإعداد
تواصل دارك داون صراع أسلافها في أرض (ويارد)، حيث تعد الخيمياء مصدرًا للقوة لخلق الحضارة وتدمير العالم بفضل جهود الأبطال في الألعاب السابقة، تمت إزالة الختم الذي يحتوي على قوة الخيمياء في جبل ألف في نهاية (ذا لوست فيلج). بدأت قوة الخيمياء على شكل الشمس الذهبية، في استعادة العالم المتدهور. يبدأ دارك داون بعد ثلاثين عامًا من انتهاء (ذا لوست اج) . نتيجة لذلك تحولت القارات، وظهرت دول جديدة، وظهرت أنواع جديدة في ويارد. ومع ذلك  بدأ ظهور «سينرجي فورتكسس»، الذي يمتص عنصر (سينرجي) من الأرض و «الأتباع» المتمرسين بالسلطة، في جميع أنحاء العالم. تتبع  دارك داون مغامرات أحفاد أبطال الألعاب السابقة وهم يحاولون حل المشكلات التي تسببها  «سينرجي فورتكسس».

### الحبكة
تتكون المجموعة الأساسية من أطفال الأبطال من ألعاب جولدن صن الأصلية، وجميعهم أتباع. القائد هو ماثيو بارع صامت وقوي الإرادة، ابن إسحاق وجينا من الألعاب الأصلية. يتكون رفاقه الأوليون من أصدقاء طفولته: تيريل، ابن غاري المؤذ، وكاريس ابنة إيفان. عندما يكسر تيريل عن طريق الخطأ آلة طائرة مهمة لعمل إسحاق، يرسل إسحاق الثلاثة للعثور على ريشة جبل روك النادرة المطلوبة لإصلاحها. يُطلب منهم التوجه إلى أطلال كونبا القريبة لمقابلة معلم إسحاق كرادن وأبناء ميا ريف ونويل. ومع ذلك فقد تعرضوا لكمين من قبل ثلاثة أتباع غامضين هم بلادوس وشاليس و أركانوس المجموعة منفصلة. ماثيو، تيريل، كاريس، وريف محاصرون في النصف الجنوبي من القارة، على عكس المكان الذي يريدون أن يكونوا فيه بينما كرادن ونويل عالقون في الشمال. يسعى ماثيو وحزبه إلى لم الشمل مع الأخيرين، ويطلبون مساعدة الأمير الغامض أميتي للعبور إلى منطقة مورغال، موطن الوحوش.
في مورغال، تلتقي المجموعة مع عدو فيليكس السابق، قبطان القراصنة بريجز، الذي يستعين بمساعدتهم في إنقاذ ابنه إيوليو من الأسر في العاصمة المورجالية بيلينسك. يتم توجيه المجموعة أيضًا إلى «ماونتن روك» من قبل امرأة نصف وحش تدعى سفيتا، ترفض مهاجمة الوحش لأنه يعتبر إلهيًا في ثقافتها. نجح ماثيو وحزبه في سرقة ريشة من «ماونتن روك»، لإكمال مهمتهم الأصلية. في بيلينسك، ماثيو يجتمع مجددًا مع كرادين، الذي يكشف أن نويل ظل بصحبة صديقه القديم بيرس. يحاولون التسلل إلى قلعة مورغال عبر متاهة تحت الأرض بمساعدة سفيتا، لكن بلادوس وشاليس و أركانوس يعاودون الظهور. تقوم المجموعة بتنشيط «ألكمي دينامو» المخبأ في الأنقاض، مما تسبب في حدوث الكسوف القبر وتسبب في الموت والمعاناة في معظم أنحاء القارة. ملك مورغال فوليتشيك، الذي تم الكشف عن أنه الأخ الأكبر لسفيتا، وبريجز يضحيان بأنفسهما للسماح لماثيو ومجموعته بالهروب؛ رداً على ذلك، يقسم اوليو بالانتقام لمقتل والده وينضم إلى حفلة ماثيو.
يبحر فريق ماثيو في محيطات (ويارد)، ويتعلم أن الطريقة الوحيدة لإيقاف «جريف أكلبس» هي باستخدام عدسة أبولو، وهي آلة كيمياء مدعومة من ألكمي فوج و ألكمي ويل من أجل الوصول إلى عدسة أبولو، يجب عليهم العثور على «أومبرا جير» الأسطوري. بمساعدة كاهنة تدعى هيمي، يمكنهم العثور على  «أومبرا جير» والوصول إلى عدسات تواجه المجموعة وتذبح بلادوس و وشاليس ورفيقهم الوحوش، «كياوس هاوند». يحاول كل من ماثيو وسفيتا تنشيط عدسة أبولو، لكنهما يفشلان. تم الكشف عن أن «كياوس هاوند» هو فوليتشيك الذي تم غسل دماغه وتحور، يضحي بنفسه لتنشيط عدسة أبولو، وينتهي «جريف أكلبس». في نهاية اللعبة يفترق ماثيو وكاريس وتيريل مع أصدقائهم للعودة إلى المنزل ليجدوا فقدان إسحاق وجاريت وتحية  «سينرجي فورتكسس» بهم بشكل غير عادي.

## التطوير

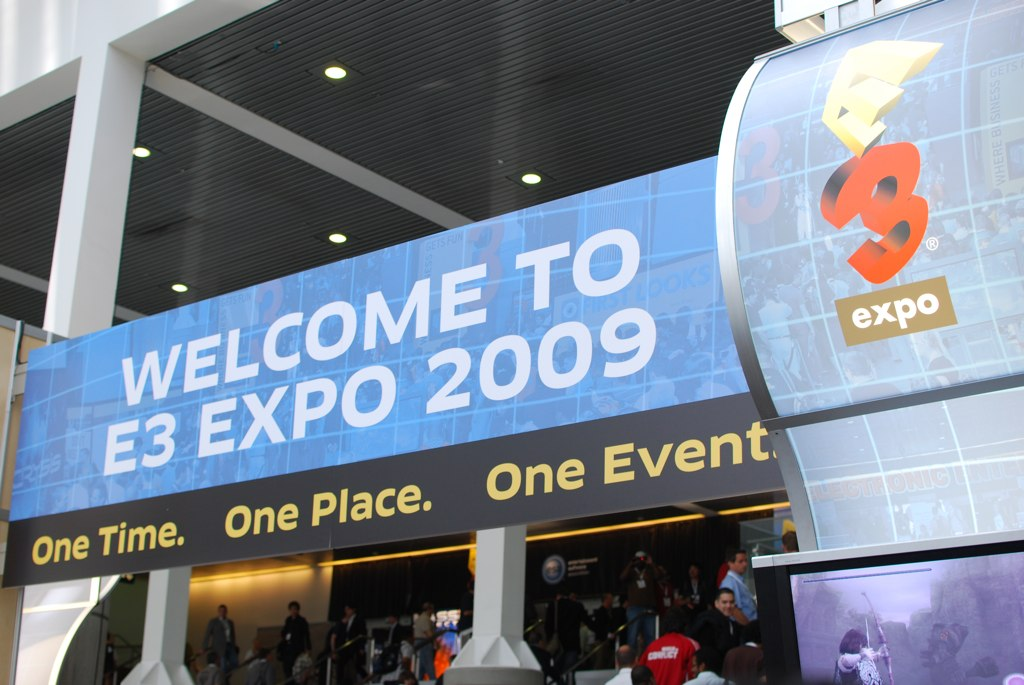
بعد سنوات من التكهنات، تم الإعلان رسميًا عن تطوير لعبة Dark Dawn في E3 2009.

بدأ الحديث عن إدخال ثالث في سلسلة جولدن صن بمجرد إصدار«ذا لوست اج» في عام 2002 بعد مرور عا، صرح كاميلوت أن «الوضع الحالي للعبة الثالثة ... لا يزال في الهواء»،  بينما ذكر الأخوان المؤسسان للاستوديو هيرويوكي وشوجو تاكاهاشي في مقابلة أجريت عام 2004 أن سيناريوهين الأولين كان القصد من الألعاب أن تكون «مقدمات للحدث الحقيقي الذي لم يأت بعد»، مع وجود شائعات في ذلك الوقت تشير إلى احتمال ظهور عنوان ثالث على نينتندو غيم كيوب .
استمرت التكهنات، وعلق صانعو المسلسل الإخوة تاكاهاشي في أكتوبر 2007 بأنهم ما زالوا يريدون صنع لعبة ثالثة، وذهبوا إلى حد القول إن عليهم «أن يفعلوا» وأن نينتندو طلبت منهم صنع لعبة أخرى. زعموا أنهم يرغبون في إعطاء العنوان الوقت الذي يستحقه للتطوير. في أبريل 2008، أجرت مجلة  نينتندو باور مقابلة مع شوغو «تاكاهاشي» في إحدى ألعابه الأخيرة. عندما سئل عن الشمس الذهبية الثالثة، أجاب بشكل غامض «شمس ذهبية جديدة؟ حسنًا، أنا شخصياً أعتقد أنني أريد أن ألعب لعبة تقمص أدوار جديدة أيضًا.» 
بدأت الخدع بالانتشار في غياب تقارير نهائية حول دفعة جديدة في الامتياز والجدير بالذكر أن لعبة نينتندو دي أس المزيفة تسمى( جولدن صن ذا سولر سوت سير) تم عرضها في تجمع صغير قبل E3 2007 . بعد أن أعلن المسؤولون أنها خدعة،  اعترف مبتكر الخدعة أنه ارتكبها من أجل إثارة المزيد من النقاش حول السلسلة والتكملة. بعد التعرف على الخدعة بعد إصدار دارك داون، علق هيرويوكي تاكاهاشي على أن فرضية ذا سولر سوت سير «تبدو رائعة حقًا. . . أريد أن أرى كيف سينتهي الأمر» 
في عام 2009 أعلنت نينتندو عن تطوير الدفعة الثالثة التي لم تكن معنونة آنذاك من السلسلة لـ نينتندو دي أس في معرض الترفيه الإلكتروني (E3)، مع تحديد تاريخ الإصدار لموسم العطلات 2010. في العام التالي في E3 2010، تم الإعلان عن اسم العنوان باسم«جولدن صن: دارك داون» وتم توفير عرض توضيحي قابل للتشغيل للحضور.
في مقابلة مع فاميتسو في يوليو 2010، صرح شوغو تاكاهاشي أنه على عكس سابقاتها، فإن هذا الإدخال هو عمل مستقل. علق هيرويوكي تاكاهاشي على دورة التطوير الطويلة بشكل غير طبيعي لألعاب جولدن صن، نظرًا لخلفيتها الكبيرة وقصتها. قال إنه تعرض للإرهاق بعد إصدار( ذا لوست اج) وأن فريقه «بحاجة إلى الهدوء قبل أن نبدأ حقًا في» دارك داون«... والتطور بمشاعر جديدة.»  عندما بدأ التطوير أخيرًا، منحتهم كاميلوت فريقًا أكبر من أولئك الذين عملوا في الألعاب السابقة، مما سمح بالرفاهية مثل زيارة مواقع التراث العالمي لليونسكو للمساعدة في التأثير على القصة وتطويرها.

## الاستقبال
جولدن صن: دارك داون تلقت في الغالب مراجعات إيجابية من النقاد. حققت 79٪  على ميتاكريتيك و 80٪  على غيم رانكينغز. لم يتم استقبال اللعبة بشكل جيد مثل سابقاتها: حصلت جولدن صن على 91٪  و 90٪  على  ميتاكريتيك وغيم رانكينغز، وحصلت ذا لوست اج على 86٪  و 87٪. قالت  ايدج انه «رغم افتقارها إلى الاسنان. . . تبقى الشمس الذهبية امتياز مع الكثير ليقول»  على الرغم من آي جي إن شعرت أن لعبة«يشعر في نهاية المطاف مؤرخة إلى حد ما».
وردت بشكل جيد عموما فجر الظلام الصورة الرسومات، نظام الجن والألغاز. بينما شعر موقع 1أب.كوم أن رسومات المعركة كانت «حية و لم تبدو مملة أو مبالغًا فيها»،  قالت غيم سبوت إن «صور اللعبة قد جلبت العالم ثنائي الأبعاد لألعاب (جي بي أ) إلى صورة ثلاثية الأبعاد كاملة على دي أس  لتأثير جيد. يبدو العالم والشخصيات وخاصة الهجمات في القتال رائعًا».  وافقت وايرد، وعلقت على أن اللعبة «تقوم بعمل جيد في إبراز القدرات الرسومية للأجهزة».  قال غيمز رادار إن نظام جن الخاص باللعبة جعل اللعبة ممتعة بدرجة كافية بحيث «لا يشعر لاعبو»أر بي جي «المخضرمون بالملل من طريقة اللعب». تشيد غيم ريفولوشن بإعدادات أحجية اللعبة مثل سابقتها والتي «نادراً ما تكون صعبة للغاية، لكن الشعور بالرضا الذي تحصل عليه بعد الحصول على مكافأتك المراوغة لا يزال مثل صدع للاعب الاستكشاف». إلى جانب ذلك، سيسمح نظام موسوعة اللعبة للاعبين الجدد بالتعرف على الألعاب السابقة،  وقالت مدونة الألعاب كوتاكو إنها «صديقة للغاية للمبتدئين».
وجد النقاد المعركة سهلة للغاية  وأن الحوار المقطوع طويلًا جدًا. بينما قالت غيم ريفولوشن إن المعركة يمكن استخدام نظام جن وبالتالي استدعاء الوحوش ... قصف أعدائك بهجمات بدلاً من ذلك"،  تشكو غيمز رادار من أن: "ليست المعارك الفعلية بحد ذاتها سهلة فحسب، بل تعيد شحن سينرجي أيضًا. سريعًا بحيث يمكنك استخدامه بحرية في الشفاء والمعارك دون الحاجة إلى استخدام عنصر استرداد واحد - فأنت لا تشعر أبدًا بالتمدد للحصول على الموارد أو تجد نفسك في مأزق ". وافق إيدج على ذلك، مشيدًا بنظام القتال الذكي ولكنه عاقبة كاميلوت لفشله في خلق سيناريوهات قتالية صعبة بشكل مناسب: "باستثناء بعض الرؤساء، فإن لعبة دارك داون هي مهمة سهلة، لا تتطلب منك أبدًا مواجهة أعماق القتال". قال موقع 1أب.كوم إن مشهد الحوار الطويل للعبة يشبه تمامًا أسلافه في أن "الأبطال والأشرار لديهم موهبة خارقة لقول أشياء بسيطة بشكل لا يصدق بحوالي ثلاثة أو أربعة أضعاف الكلمات التي يحتاجونها فعليًا لنقل هذه الأفكار".  يضيف هذا الإدخال نظامًا عاطفيًا، بحيث يمكن للشخصية الصامتة أن تستجيب لأدوار أخرى ومع ذلك، تعتقد المراجعات أنه غير ضروري ولا يؤثر حقًا على الحبكة.
باعت دارك داون46000 وحدة في الأيام الأربعة الأولى لها في اليابان، واحتلت المرتبة الخامسة في هذه الفترة. في المملكة المتحدة كانت اللعبة هي لعبة نينتندو دي إس رقم 23 الأكثر مبيعًا في أول عطلة نهاية أسبوع لها. باعت اللعبة 80 ألف نسخة في اليابان اعتبارًا من يناير 2012.

## روابط خارجية
- الموقع الرسمي
 باللغة اليابانية